# 京都市立龍池小学校
京都市立龍池小学校（きょうとしりつたついけしょうがっこう）は京都市中京区に1869年（明治2年）に創設され、1995年（平成7年）に廃校になった公立小学校。現在は改築され、京都国際マンガミュージアムとして利用されている。

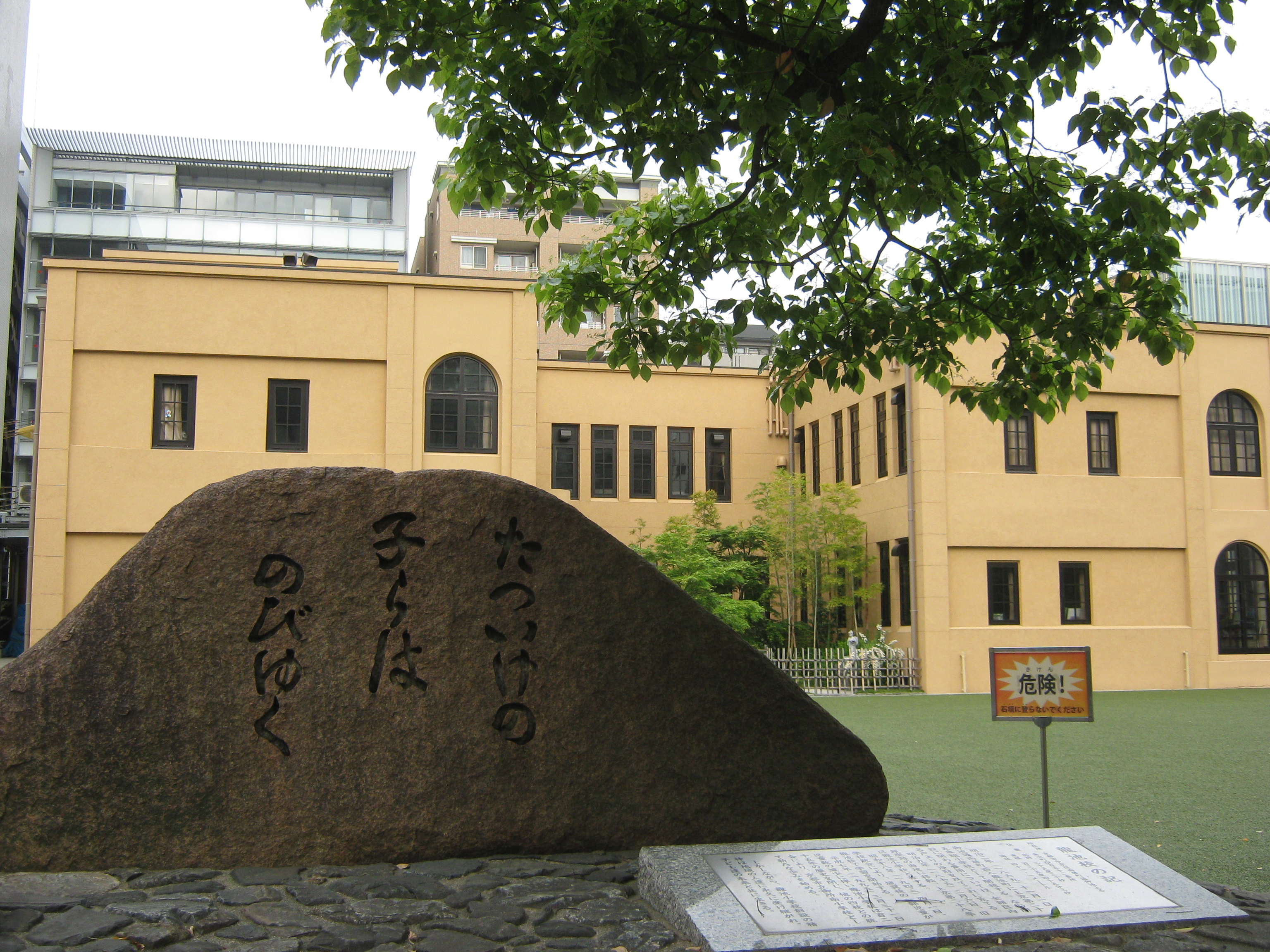
龍池小跡の碑

## 概要
明治維新後の東京奠都により衰退の危機にあった京都の町衆が、1869年に町の区分であった『番組』を単位として64の『番組小学校』を創設した。これらは国の学校制度創設（1872年、明治5年）に先立った、日本における最初の学区制小学校である。その一つがこの龍池小学校であり、当初は上京第二十五番組小学校、また両替町御池に位置し両池小学校と称されていた。
校名の龍池は、二条御池殿にあった龍躍池（たつやくいけ）にちなむ。
京都の中心部に位置する当小学校は開校以来京都の教育を牽引し、昭和30年代には児童数が800人を超えた。しかし、人口のドーナツ化現象や少子化等により、1994年（平成6年）には児童数が110人まで減少した。そのため、1995年（平成7年）、周辺の梅屋・竹間・富有・春日の4小学校と共に統合され、御所南小学校が別の場所に開校することとなった。
なお、龍池小学校の跡地には現在、京都国際マンガミュージアムが開設されている。

## 沿革
- 1869年（明治2年）- 上京第二十五番組小学校として御池通両替町西入龍池町に開校。京都府からの下付金に依ることなく、町衆の寄付のみで設立。（開校日：明治2年11月1日（旧暦）[2][3]。）
- 1876年（明治9年） - 両替町通御池上るに移転。校名を龍池に改称[4]。
- 1887年（明治19年）4月 - 龍池尋常小学校に改称[3]。
- 1901年（明治34年） - 高等科を設置し、龍池尋常高等小学校となる（高等科は1908年（明治41年）廃止）[3]。
- 1937年（昭和12年）5月 - 山科郊外学舎落成。郊外学舎による学習が始まる[4][5]。
- 1941年（昭和16年）4月 - 国民学校令により、京都市龍池国民学校に改称[4][6]。
- 1943年（昭和18年） - 廃校となった城巽国民学校の生徒を受け入れ[4]。
- 1947年（昭和22年）4月 - 学制改革により京都市立龍池小学校となる[4][7]。
- 1972年（昭和47年）11月 - 左京区大原に郊外学舎移転[4][5]。（郊外学舎は統合先の御所南小学校に引き継がれている。）
- 1995年（平成7年） - 閉校。竹間富有小学校、春日小学校、梅屋小学校との統合により、京都市立御所南小学校が元富有小学校地に開校。
- 2006年（平成18年）11月 - 元龍池小学校地に京都国際マンガミュージアムがオープン[1]。

## 通学区域（校区）
元学区の龍池学区と、第二次世界大戦後は城巽学区の一部を合わせた範囲を校区（通学区域）とした。

## 関係者
- 門川大作 - 元京都市長、元京都市教育長
- 奥野史子 - 元アーティスティックスイミング選手

## 龍池学区
龍池学区（たついけがっく）は、京都市の学区（元学区）のひとつ。京都市中京区に位置する。明治初期に成立した地域区分である「番組」に起源を持ち、学区名の由来ともなる元龍池小学校のかつての通学区域と合致し、今でも地域自治の単位となる地域区分である。

### 龍池学区の沿革
明治2年（1869年）の第二次町組改正により成立した上京第25番組に由来し、同年には、区域内に上京第25番組小学校が創立した。
上京第25番組は、明治5年（1872年）には上京第28区、明治12年（1879年）には区が組となり上京第28組となった。設置された上京第28番組小学校は、その後明治9年に校名を龍池に改称した。
上京第28組は、学区制度により明治25年（1892年）には上京第23学区となった。
昭和4年（1929年）に、学区名が小学校名により改称され、上京区・下京区から、左京区・中京区・東山区が分区されると、上京第23学区から龍池学区となり、中京区に属した。昭和17年（1942年）に京都市における学区制度は廃止されるが、現在も地域の名称、地域自治の単位として用いられている。

#### 龍池学区の通学区域
龍池学区の小学校の通学区域は、現在学区全域が京都市立御所南小学校となっている。

### 人口・世帯数
京都市内では、概ね元学区を単位として国勢統計区が設定されており、龍池学区の区域に設定されている国勢統計区（中京区第3国勢統計区）における令和2年（2020年）10月の人口・世帯数は3,275人、2,006世帯である。

### 地理
中京区の中央部に位置する学区であり、北側は梅屋学区と竹間学区、東側は初音学区、南側は明倫学区、西側は城巽学区に接する。区域は、概ね北は二条通、南は三条通、東は烏丸通、西は新町通であり、面積は0.178平方キロメートルである。

### 龍池学区内の通り

#### 東西の通り
- 二条通
- 押小路通
- 御池通
- 姉小路通
- 三条通

#### 南北の通り
- 烏丸通
- 両替町通
- 室町通
- 衣棚通
- 新町通

### 龍池学区の町名
- 秋野々町
- 二条殿町
- 虎屋町
- 場之町
- 金吹町
- 龍池町
- 柿本町
- 蛸薬師町
- 御池之町
- 円福寺町
- 役行者町
- 上妙覚寺町
- 下妙覚寺町
- 長浜町
- 突抜町
- 頭町
- 中之町
- 神明町
- 町頭町
- 東玉屋町
- 大恩寺町
- 西横町